# Hành Đông

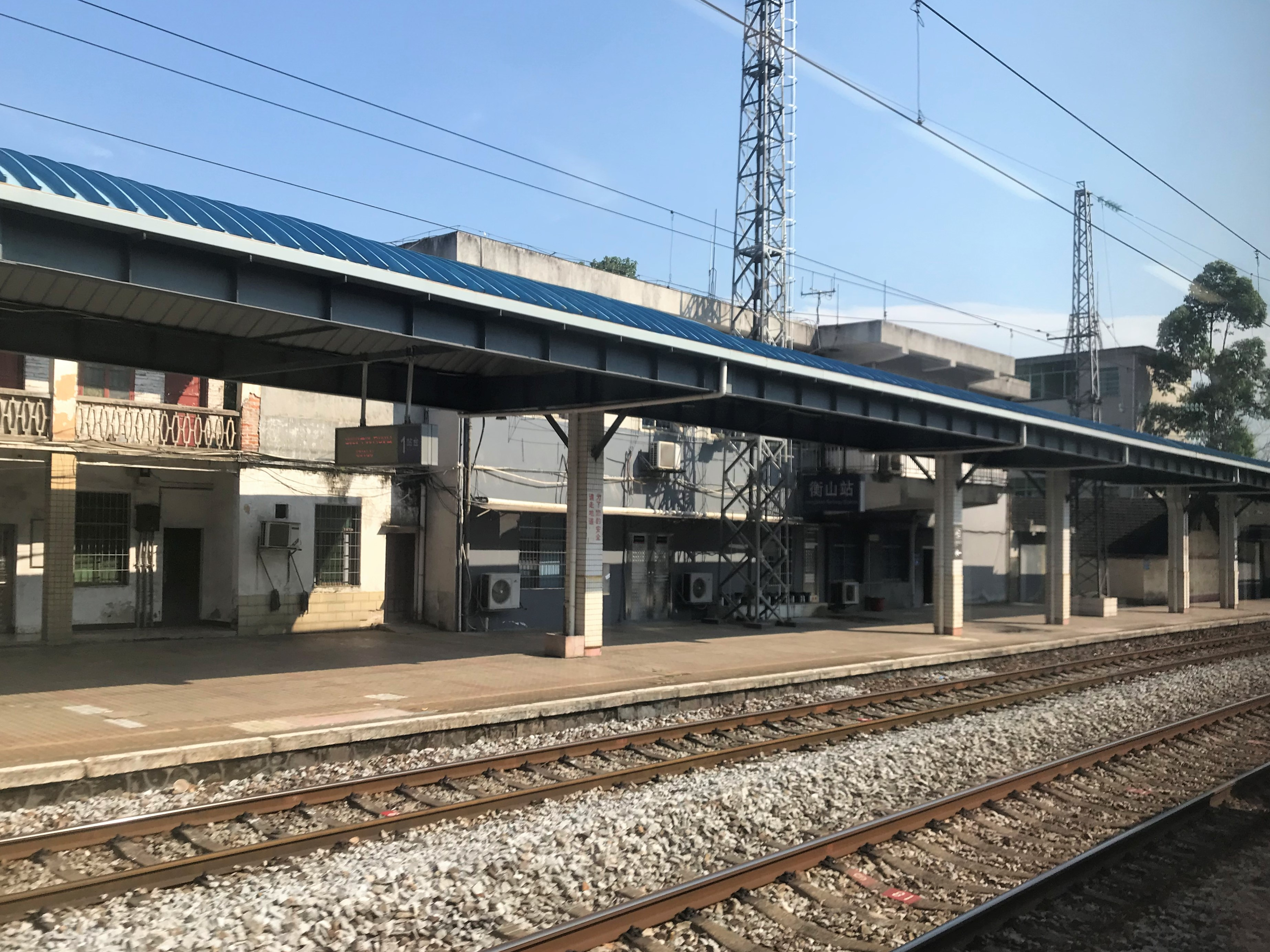
Platform of Hengshan Station

Hành Đông (chữ Hán giản thể: 衡东县, Hán Việt: Hành Đông huyện) là một huyện thuộc địa cấp thị Hành Dương, tỉnh Hồ Nam, Cộng hòa Nhân dân Trung Hoa. Huyện này có diện tích 1926  km², dân số năm 2004 là 672.800 người. GDP của huyện Hành Đông năm 2004 là 4,44 tỷ nhân dân tệ.
Huyện Hành Đông giáp các đơn vị cấp huyện: Tương Đàm, Chu Châu, huyện Du, Hành Nam, An Nhân, Hành Sơn.